# Municipio de Upper (Ohio)
El municipio de Upper (en inglés: Upper Township) es un municipio ubicado en el condado de Lawrence en el estado estadounidense de Ohio. En el año 2010 tenía una población de 15 418 habitantes y una densidad poblacional de 239,71 personas por km².

## Geografía
El municipio de Upper se encuentra ubicado en las coordenadas 38°32′43″N 82°38′57″O / 38.54528, -82.64917. Según la Oficina del Censo de los Estados Unidos, el municipio tiene una superficie total de 64.32 km², de la cual 63,01 km² corresponden a tierra firme y (2,04 %) 1,31 km² es agua.

## Demografía
Según el censo de 2010, había 15 418 personas residiendo en el municipio de Upper. La densidad de población era de 239,71 hab./km². De los 15 418 habitantes, el municipio de Upper estaba compuesto por el 94,31 % blancos, el 3,46 % eran afroamericanos, el 0,21 % eran amerindios, el 0,23 % eran asiáticos, el 0,07 % eran de otras razas y el 1,72 % eran de una mezcla de razas. Del total de la población el 0,48 % eran hispanos o latinos de cualquier raza.